# Tony Roberts
Tony Roberts, właśc. David Anthony Roberts (ur. 22 października 1939 w Nowym Jorku, zm. 7 lutego 2025 tamże) – amerykański aktor filmowy, telewizyjny i teatralny. Występował w kilku filmach Woody’ego Allena, m.in. Annie Hall, zwykle występował w rolach najlepszego przyjaciela Allena. Był dwukrotnie nominowany do Tony Award za występ na Broadwayu jako Charley w komedii How Now, Dow Jones (1968) i Dick Christie w komedii Zagraj to jeszcze raz, Sam (1969).

## Filmografia
- 1971: Zagraj to jeszcze raz, Sam (Play It Again, Sam) jako Dick Christie
- 1973: Serpico jako Bob Blair
- 1974: Długi postój na Park Avenue (The Taking of Pelham 123) jako Warren LaSalle, zastępca burmistrza
- 1975: Samotnik (Lovers Like Us) jako Alex Fox
- 1977: Annie Hall jako Rob
- 1980: Co jest grane (Just Tell Me What You Want) jako Mike Berger
- 1980: Wspomnienia z gwiezdnego pyłu (Stardust Memories) jako Tony
- 1982: Seks nocy letniej (A Midsummer Night’s Sex Comedy) jako dr Maxwell Jordan
- 1983: Amityville III: Demon (Amityville 3-D) jako John Baxter
- 1985: Klucz do szczęścia (Key Exchange) jako David Slattery
- 1986: Hannah i jej siostry (Hannah and Her Sisters) jako Norman
- 1986: Chwytaj dzień (Lovers Like Us) jako Bernie Pell
- 1987: Złote czasy radia (Radio Days) jako "Srebrny dolar" Emcee
- 1988: Znów mieć 18 lat (18 Again!) jako Arnold 'Arnie' Watson
- 1989: Pięści zemsty (Fist Fighter)
- 1991: Switch: Trudno być kobietą (Switch) jako Arnold Freidkin
- 2014: Bardzo długi tydzień (The Longest Week) jako Barry, terapeuta